# عبد الجليل برتو
الأستاذ عبد الجليل برتو
أحد قضاة العراق ورجاله البارزين في العهد الملكي

## الولادة والنشأة
من أحفاد الحاج بكتاش مؤسس الطريقة الصوفية البكتاشية.
ولد في مدينة الديوانية في نيسان 1902 م وكان والده موظفا فيها، ثم انتقلت عائلته إلى البصرة ، وأكمل دراسته الابتدائية والمتوسطة والثانوية فيها.
ثم دخل كلية الحقوق وتخرج سنة 1925 بتفوق

## وظائفه وأعماله
اشتغل بعد تخرجه بالمحاماة مدة طويلة إلى سنة 1941 .
ثم عين رئيسا لتسوية حقوق الأراضي ، ثم رئيسا للجنة اعمار أراضي الدجيلة ، ثم عين مفتشا إداريا ثم متصرفا للواء كركوك
عين عضوا في محكمة استئناف البصرة سنة 1946م ثم متصرفا (محافظ) سنة 1947 م
رئيسا للمحكمة الكبرى ببغداد سنة 1949
رئيسا لمحكمة استئناف بغداد سنة 1951م
عضوا في محكمة تمييز العراق سنة 1953 م
ثم رئيسا لمجلس الخدمة سنة 1957.
كان رجلاً فاضلا طيبا مخلصا في عمله نزيها قويا بالحق.
أصابه المرض وسافر إلى لندن للعلاج وتوفي فيها يوم 2أيار 1964 م ونقل جثمانه إلى الأعظمية وشيع بموكب كبير مشى فيه رجال القضاء والقانون والفكر والصحافة ودفن في مقبرة الخيزران قرب ضريح الشاعر معروف الرصافي.